# Sur les Terres des Pharaons I : La Clé
Sur les Terres des Pharaons I : La Clé (Les Aventures de Vick et Vicky : Sur les Terres des Pharaons I : La Clé, Bruno Bertin, 2005, France) est le onzième album de bande dessinée des Aventures de Vick et Vicky.

## Synopsis
Vick et ses amis ont déniché un objet insolite - un étrange scarabée couvert de hiéroglyphes - afin de participer au grand jeu du jamboree qui doit se dérouler en Égypte, et plus précisément dans la région du Caire. Cet objet aurait appartenu à l'un des savants qui faisaient partie de l'expédition d'Égypte menée par le général Bonaparte en 1798. L'équipe profite d'une exposition à Dinard en Bretagne pour en savoir plus sur ce précieux objet, sans se douter que cette balade va les entraîner tout droit vers une nouvelle histoire des plus incroyables... sur les terres des pharaons.

## Personnages
Héros principaux
- Vick : tantôt de bonne ou de mauvaise humeur, c'est le héros de la série et le chef de la bande. Il habite Rennes.
- Vicky : chien de Vick, désigné mascotte de la patrouille des Élans, Vicky est un personnage important dans les aventures. Il aide régulièrement les enfants à se sortir de situations difficiles.

Scouts de la patrouille des Loups Blancs
- Marine : Marine aimerait être archéologue plus tard, elle effectue un stage de fouilles au château.
- Marc
- Angelino

Personnages de l'histoire
- Monsieur Georges
- le père de Vick
- la mère de Vick

## Lieux visités
La bande dessinée se passe à Rennes et à Dinard.

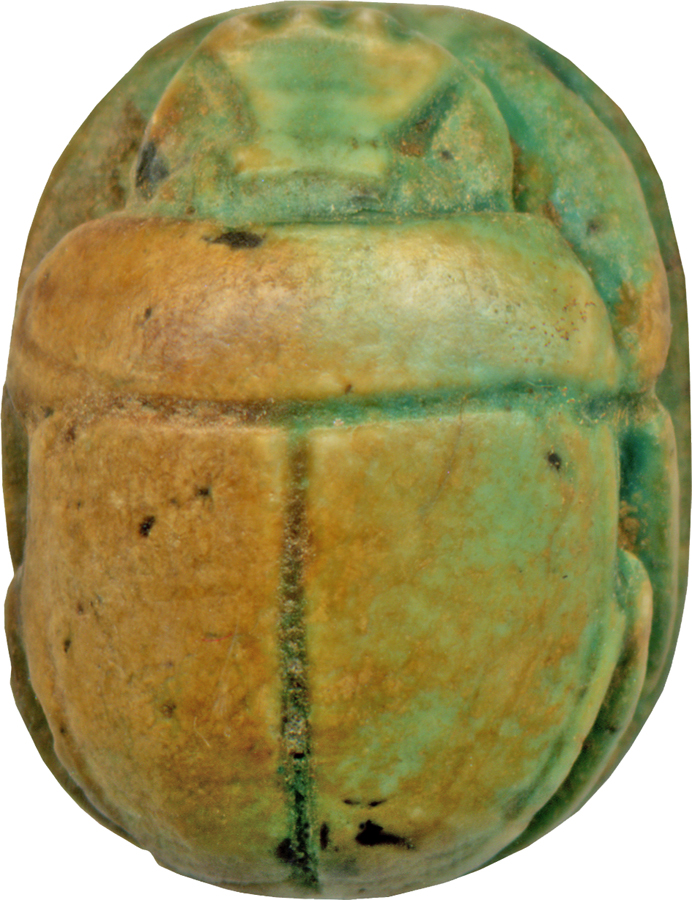
Scarabée en stéatite recouvert d'un glaçage, comportant une inscription au nom de Thoutmôsis III (Walters Art Museum, Baltimore)
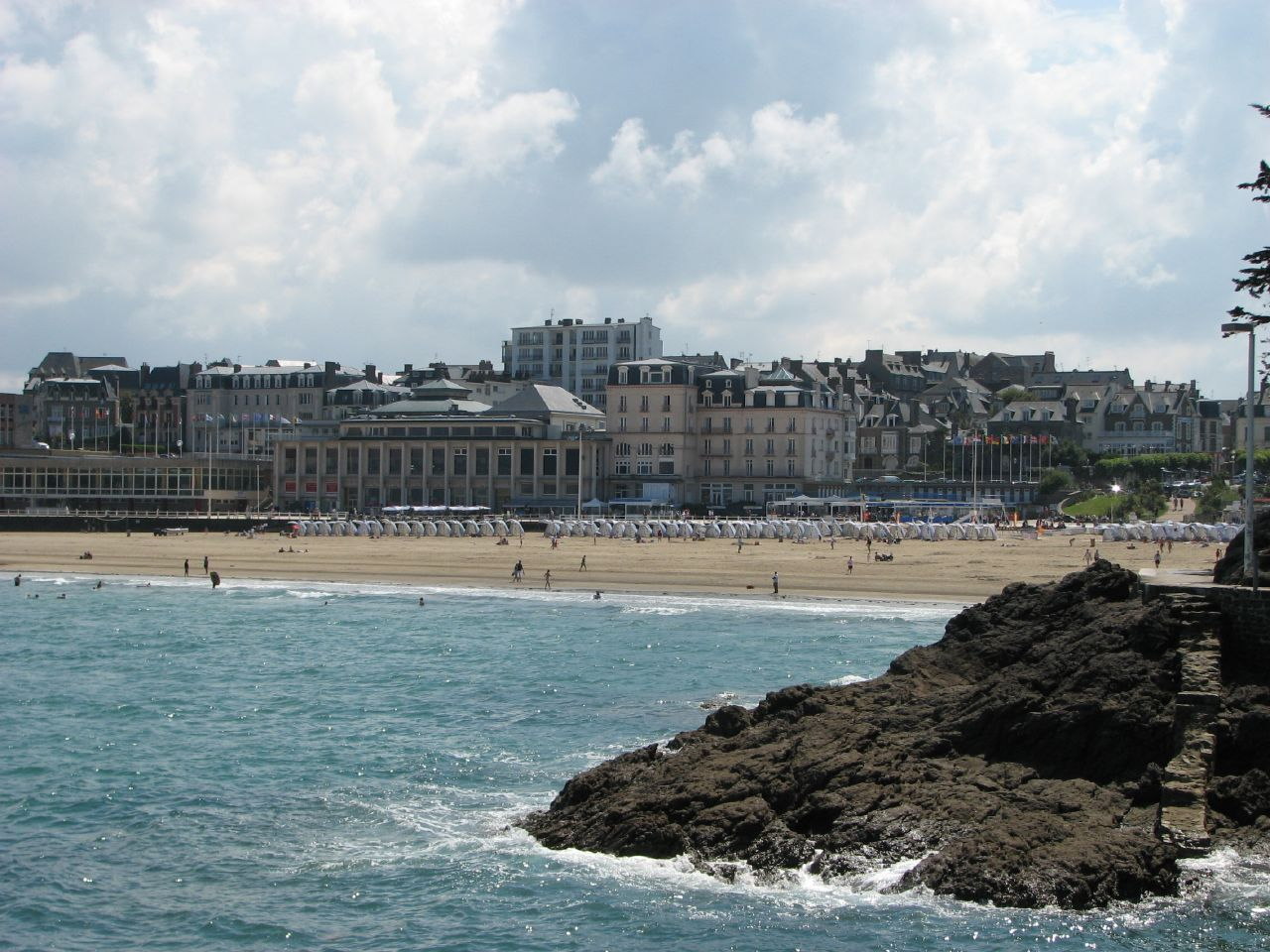
Plage de l'Écluse à Dinard.

## Autour de l'œuvre
- Page 7 case 4 : on voit la maison de Vick. Bruno Bertin a pris comme modèle sa propre maison.
- Page 8, case 1 : Marine porte dans ses mains un biscuit, référence à l'album Rennes le temps d'une Histoire.
- Page 19, case 6 : Vick dit bonjour à son père qui dessine.
- L'album fait référence à une exposition sur Bonaparte au pays des Pharaons au Palais des arts de Dinard. Cette exposition a réellement eu lieu au moment où Bruno Bertin réalisait son album[1].